# Bierzmo
Bierzmo – wieś w Polsce położona w województwie wielkopolskim, w powiecie tureckim, w gminie Brudzew. Miejscowość położona jest na północny zachód od Brudzewa.
| SIMC    | Nazwa   | Rodzaj    |
| ------- | ------- | --------- |
| 0281460 | Halinów | część wsi |

Staropolskie słowo bierzmo oznacza grubą belkę podtrzymującą strop.
W latach 1975–1998 miejscowość administracyjnie należała do województwa konińskiego.